# Stictoptera poecilosoma
Stictoptera poecilosoma är en fjärilsart som beskrevs av Saalmüller 1880. Stictoptera poecilosoma ingår i släktet Stictoptera och familjen nattflyn. Inga underarter finns listade i Catalogue of Life.